# Пожар Микола Єфремович
Пожар Микола Єфремович (червень 1897, Київ – 16 червня 1919) — доброволець Васильківського куреня Вільного козацтва УНР, організатор антиросійського збройного підпілля на Київщині у добу Перших Визвольних Змагань.  
Жертва російського окупаційного терору. 

## Біографія
Народився у 1897 р. у Києві у сім'ї київського артільщика Біржової артілі. 
Проживав у Києві на вулиці Ново-Либідській, 1, квартира (сучасна вулиця Либідська). 

### Освіта
За свідченнями Марка Шляхового, котрий був близько знайомий із Миколою Пожаром, той був студентом Київського політехнічного інституту. Згідно з  протоколом з  чекістської слідчої справи, Пожар був студентом 2-го курсу Київського комерційного інституту (він містився на Бібіковському бульварі 22–24, нині бульвар Тараса Шевченка в Києві). Імовірно, що батько, який був артільщиком, віддав сина на навчання до інституту з економічним профілем, а саме Київського комерційного інституту. 
У слідчій справі серед конфіскованих у Пожара документів є  членський квиток Профспілки артільщиків Південно-Західного краю, вилучений у  Миколи Пожара під час арешту, а  також квитанція за сплату вступного і членського внеску в Київську обласну спілку техніків від 14 квітня 1919 р. 

### Засновник і учасник "Просвіти"
Також у слідчій справі вказано, що Микола Пожар був активним учасником «Просвіти» й одним із засновників товариства «Просвіта» на Шулявці. У листі товариства «Просвіта» до відділу Технічної освіти Генерального секретаріату справ освіти від 12 січня 1918 р. (що теж був серед конфіскованих у Миколи Пожара паперів) відомо, що до товариства «Просвіта» на Шулявці звернулися робітники заводу Гретера (офіційно – Машинобудівний завод акціонерного товариства «Гретер і Криванек», а тепер ПАТ НВП «Більшовик») із проханням організувати для них українські технічні курси у приміщенні притулку цього заводу. Організацією цих курсів займався член «Просвіти» на Шулявці Степан Юхимович Гаєвський – філолог, педагог, пізніше дійсний член Наукового товариства імені Тараса Шевченка, Української вільної академії наук, майбутній єпископ Лубенський УАПЦ (хіротонізований у 1942 р.), єпископ Сіднейський, архієпископ 
Мельбурнський та Австралійсько-Новозеландський УАПЦ.

### Громадсько-політична діяльність
С. Гаєвський запрошує Миколу Пожара, назвавши його в  листі «кандидатом економічних наук», читати уроки креслення на молодшому курсі, а також його брата – Данила Єфремовича Пожара, інженера  – викладати електротехніку. Група організаторів прохає Генеральний секретаріат справ освіти передбачити в кошторисі освіти на 
1918–1919 рік гроші на утримання цих курсів та присвоїти їм звання Першої технічної школи в Києві. За свідченням Марка Шляхового з  його книжки «Спогади повстанця», Микола Пожар був членом Української партії соціалістів-федералістів, де вони нібито познайомились. Однак у слідчій справі Микола Пожар значиться 
як безпартійний. Очевидно, в лютому 1918 р. Микола Пожар виїздить на Київщину і  приєднується добровольцем до Васильківського куреня Вільного козацтва, у складі якого, зокрема, звільняє станцію Боярку від більшовиків 1 березня 1918 р. 
Тут Іван Горемика-Крупчинський призначає його заступником голови Будаївської волості Марка Семеновича Шляхового. Опісля цього Микола Пожар, імовірно, повертається додому в Київ. Про життя Миколи Пожара за часів Української Держави нічого встановити не вдалося, окрім того, що серед конфіскованих паперів є запрошення на ім’я Миколи Єфремовича Пожара на урочистості з  нагоди святкування річниці Київського державного українського університету 
на 6 жовтня 1918 р., підписане особисто першим проректором Університету Федором Швецем (невдовзі він стане членом Директорії УНР як представник від Української партії соціалістів-революціонерів та одним з очільників Антигетьманського повстання).
Що саме Микола Пожар робив під час Антигетьманського повстання – встановити не вдалося, але можна 
припустити, що він таки був учасником цього повстання, адже серед конфіскованих у нього чекістами документів є  машинописна відозва Директорії УНР часів Антигетьманського повстання, підписана Винниченком, Швецем, Андрієвським і  Петлюрою у  ставці Головної Команди Українських республіканських військ 20 листопада 1918 р. 
Марко Шляховий згадує, що вони разом із Миколою Пожаром «служили у Міністерстві торгу і промисловости – за часів Центральної Ради в 1918 році». Серед конфіскованих у Миколи Пожара документів є бланк Відділу продовольчих справ Директорії УНР зі зробленим на ньому записом від 16 грудня 1918 р. Очевидно, Шляховий та Пожар працювали саме в цій установі.

### Робота в українському підпіллі в Києві
У лютому 1919  р. більшовики знову захоплюють Київ, і Дієва Армія УНР відступає. Микола Пожар у цей час залишається в Києві й долучається до роботи в підпіллі Директорії УНР разом із Віктором Петрушевським, Токарським, Пимоном Парубченком, Рафальським, Миколою Левицьким.
Підпільники тримали постійний зв’язок із керівництвом Директорії й  розрізненими селянськими повстансько-партизанськими загонами на Київщині, зокрема з підрозділами отамана Зеленого, розповсюджували в  окупованому більшовиками Києві відозви Директорії УНР. Підпільники брали участь у підготовці селянського повстання проти більшовиків, щоб допомогти в наступі Армії УНР на Київ у 1919 р.
Марко Шляховий у  своїх спогадах описує, що напередодні Великодня, а  саме 22 квітня 1919 р., він зі своїми повстанцями за наказом отамана Зеленого (Данила Ільковича Терпила) вирушили до Обухова на святкування. В  Обухові Марко Шляховий зустрів свого давнього знайомого Миколу Пожара, що прибув до повстанців, щоб дізнатись, як розгортається повстання проти більшовиків, і  переказати, що відбувається в Києві. Він розповів, що у столиці виник Український громадський комітет на чолі з Сергієм Єфремовим. Микола Пожар застерігав, щоб повстанці були обережні з  так званим «Всеукрревкомом». Тут-таки, в Обухові, Пожар зустрівся з отаманом Зеленим.

### Арешт, розстріл і реабілітація

Титульна сторінка слідчої справи російсько-більшовицьких каральних органів, порушеної проти Миколи Пожара 1919. ГДА СБУ. - Ф. 6, оп.1, спр. 74466 фп

Напередодні 26 травня 1919 р. український підпільник Микола Пожар викритий чекістами й заарештований. 16 червня 1919 р. засуджений окупантами до розстрілу. 
Марко Шляховий свідчить, що Микола Пожар розстріляний разом зі своїм батьком.
29 червня 1998  р. відповідно до Закону України «Про реабілітацію жертв політичних репресій в Україні» від 17 квітня 1991 р. його реабілітовано. 
Біографічні дані про Миколу Пожара вдалося встановити історику та журналісту Андрію Ковальову завдяки знайденій слідчій справі на Миколу Пожара в Галузевому державному архіві Служби безпеки України. Вперше біографія Миколи Пожара опублікована у книзі Андрія Ковальова "З Архістратигом на щитах. Нариси до історії Першої російсько-української війни на Київщині 1917-1918 років." 